# Bunuri mobile din domeniul știință și tehnică clasate în patrimoniul cultural național al României aflate în județul Arad
Acestă listă conține bunurile mobile din domeniul știință și tehnică clasate în Patrimoniul cultural național al României aflate la momentul clasării în județul Arad.

## Tezaur
| Foto | Informații generale | Detalii tehnice | Descriere | Deținător                                                 | Legături |
| ---- | --- | --- | --- | --------------------------------------------------------- | -------- |
|      | Automotor electric Autor: GANZ Es Danubius Budapesta                                                                                          | Datare: 1912 Descoperit: jud., com. Dimensiuni: L=14,07 m Material: oțel, fontă, alamă; turnare, forjare, prelucrare prin așchiere                                                                           | Automotor electric nr. 2 pentru ecartament de 1000 mm. | S.C. Compania de Transport Public S.A., Arad              | Cimec    |
|      | Automotor electric Autor: GANZ Es Danubius Budapesta                                                                                          | Datare: 1912 Descoperit: jud., com. Dimensiuni: L=14,07 m Material: oțel, fontă, alamă; turnare, forjare, prelucrare prin așchiere                                                                           | Automotor electric nr. 8 pentru ecartament de 1000 mm. | S.C. Compania de Transport Public S.A., Arad              | Cimec    |
|      | Automotor electric Autor: GANZ Es Danubius Budapesta                                                                                          | Datare: 1912 Descoperit: jud., com. Dimensiuni: L=14,07 m Material: oțel, fontă, alamă; turnare, forjare, prelucrare prin așchiere                                                                           | Automotor electric nr. 10 pentru ecartament de 1000 mm. | S.C. Compania de Transport Public S.A., Arad              | Cimec    |
|      | Automotor electric Autor: GANZ Es Danubius Budapesta                                                                                          | Datare: 1912 Descoperit: jud., com. Dimensiuni: L=14,07 m Material: oțel, fontă, alamă; turnare, forjare, prelucrare prin așchiere                                                                           | Automotor electric nr. 13 pentru ecartament de 1000 mm. | S.C. Compania de Transport Public S.A., Arad              | Cimec    |
|      | Vagon de călători Autor: Fabrica de Vagoane Johann Weitzer, Arad                                                                              | Datare: 1906 Descoperit: jud., com. Dimensiuni: L=14,24 m Material: oțel, fontă, alamă; turnare, forjare, matrițare, prelucrare prin așchiere                                                                | Vagon de călători - remorcă, nr. 0106, pentru ecartament de 1000 mm. | S.C. Compania de Transport Public S.A., Arad              | Cimec    |
|      | Vagon de călători Autor: Fabrica de Vagoane Johann Weitzer, Arad                                                                              | Datare: 1906 Descoperit: jud., com. Dimensiuni: L=14,24 m Material: oțel, fontă, alamă; turnare, forjare, matrițare, prelucrare prin așchiere                                                                | Vagon de călători - remorcă, nr. Bf. 0601, pentru ecartament de 1000 mm. | S.C. Compania de Transport Public S.A., Arad              | Cimec    |
|      | Drezină pentru intervenție la rețeaua electrică, ecartament 1000 mm Autor: Uzina Praga LETEKE ZAVOD; transformat la Atelierele CFAP - Ghioroc | Datare: Mijlocul sec. XX Descoperit: jud., com. Dimensiuni: L = 3,50 m Material: oțel, fontă, alamă; turnare, forjare, matrițare, prelucrare prin așchiere; autocamion transformat artizanal în drezină C.F. | Drezină intervenție la linia de contact, nr. DZ. 01, transport persoane și materiale, pentru ecartament de 1000 mm. Autocamion transformat artizanal în drezină C.F. (unicat). | S.C. Compania de Transport Public S.A., Arad              | Cimec    |
|      | Vagon de marfă acoperit, pe 4 osii, ecartament 1000 mm Autor: Fabrica de Vagoane Johann Weitzer, Arad                                         | Datare: 1906 Descoperit: jud., com. Dimensiuni: L = 9,28 m Material: oțel, fontă, alamă; lemn; turnare, forjare, prelucrare prin așchiere                                                                    | Vagon de marfă acoperit, pe 4 osii, pentru ecartament de 1000 mm. | S.C. Compania de Transport Public S.A., Arad              | Cimec    |
|      | Vagon de marfă deschis, cu pereți mici, pe 4 osii, ecartament 1000 mm Autor: Fabrica de Vagoane Johann Weitzer, Arad                          | Datare: 1906 Descoperit: jud., com. Dimensiuni: L = 10,45 m Material: oțel, fontă, alamă; turnare, forjare, prelucrare prin așchiere                                                                         | Vagon de marfă descoperit, cu pereți mici, pe 4 osii, pentru ecartament de 1000 mm. | S.C. Compania de Transport Public S.A., Arad              | Cimec    |
|      | Vagon de marfă deschis, cu pereți mici, pe 4 osii, ecartament 1000 mm Autor: Fabrica de Vagoane Johann Weitzer, Arad                          | Datare: 1906 Descoperit: jud., com. Dimensiuni: L = 10,45 m Material: oțel, fontă, alamă; turnare, forjare, prelucrare prin așchiere                                                                         | Vagon de marfă descoperit, cu pereți mici, pe 4 osii, pentru ecartament de 1000 mm. | S.C. Compania de Transport Public S.A., Arad              | Cimec    |
|      | Vagon de marfă deschis, cu pereți mici, pe 4 osii, ecartament 1000 mm Autor: Fabrica de Vagoane Johann Weitzer, Arad                          | Datare: 1906 Descoperit: jud., com. Dimensiuni: L = 10,45 m Material: oțel, fontă, alamă; turnare, forjare, prelucrare prin așchiere                                                                         | Vagon de marfă descoperit, cu pereți mici, pe 4 osii, pentru ecartament de 1000 mm. | S.C. Compania de Transport Public S.A., Arad              | Cimec    |
|      | Locomotivă cu aburi | Datare: Pusă în funcțiune în 1932 Școală: Nicolae Malaxa din București Descoperit: jud. Timiș, Jibou, Depoul C.F.R.                                                                                          | Locomotivă cu abur cu tender cu trei osii motoare, înaintea cărora se află un boghiu alergător pentru o mai ușoară înscriere în curbe la viteze mari. Tenderul are patru osii montate două câte două în două boghiuri prinse în structura de rezistență a tenderului prin doi pivoți și două crapodine. La locomotivă, osia motoare principală este osia doi. | Compania Națională de Căi Ferate „C.F.R.” S.A., București | Cimec    |
|      | Locomotivă cu aburi | Datare: Pusă în funcțiune în 1939 Școală: Uzinele și Domeniile Regale din Reșița Descoperit: jud. Arad, Arad, Depoul C.F.R.                                                                                  | Locomotivă cu abur cu tender și patru osii motoare înaintea cărora se află montat un Bissel pentru o înscriere mai ușoară în curbe la viteze mari, iar sub cabină se află montat un boghiu purtător în formă de cărucior. Tenderul are patru osii împărțite două câte două în două boghiuri. Ca fapt deosebit, cutiile de unsoare de la roțile tenderului sunt pe rulmenți S.K.F. Locomotivele din seria 142000 au fost cele mai bune din toată gama de locomotive cu abur ale C.F.R. pentru remorcarea trenurilor rapide și accelerate de călători sau pentru remorcarea trenurilor grele de marfă pe linii cu declivități mari. | Compania Națională de Căi Ferate „C.F.R.” S.A., București | Cimec    |
|      | Locomotivă cu aburi | Datare: Pusă în funcțiune în 1937 Școală: Uzinele și Domeniile Regale din Reșița Descoperit: jud. Arad, Arad, Depoul C.F.R.                                                                                  | Locomotivă cu abur cu tender cu trei osii motoare înaintea cărora se găsește un boghiu alergător. Face parte din seria 230530 care a fost construită experimental în anii 1936 - 1937, având ca principală modificare tehnică distribuția de tip Heusinger-Lentz. Experimentul nu a reușit la parametrii funcționali scontați și astfel producția acestei serii a fost sistată. | Compania Națională de Căi Ferate „C.F.R.” S.A., București | Cimec    |

## Fond
| Foto | Informații generale                                              | Detalii tehnice | Descriere                                                  | Deținător                                    | Legături |
| ---- | ---------------------------------------------------------------- | --- | ---------------------------------------------------------- | -------------------------------------------- | -------- |
|      | Automotor electric Autor: GANZ Es Danubius Budapesta             | Datare: 1912 Descoperit: jud., com. Dimensiuni: L = 14,07 m Material: oțel, fontă, alamă; turnare, forjare, matrițare, prelucrare prin așchiere | Automotor electric pentru ecartament de 1000 mm.           | S.C. Compania de Transport Public S.A., Arad | Cimec    |
|      | Automotor electric Autor: GANZ Es Danubius Budapesta             | Datare: 1912 Descoperit: jud., com. Dimensiuni: L = 14,07 m Material: oțel, fontă, alamă; turnare, forjare, matrițare, prelucrare prin așchiere | Automotor electric pentru ecartament de 1000 mm.           | S.C. Compania de Transport Public S.A., Arad | Cimec    |
|      | Automotor electric Autor: GANZ Es Danubius Budapesta             | Datare: 1913 Descoperit: jud., com. Dimensiuni: L = 14,07 m Material: oțel, fontă, alamă; turnare, forjare, matrițare, prelucrare prin așchiere | Automotor electric pentru ecartament de 1000 mm.           | S.C. Compania de Transport Public S.A., Arad | Cimec    |
|      | Vagon de călători Autor: Fabrica de Vagoane Johann Weitzer, Arad | Datare: 1906 Descoperit: jud., com. Dimensiuni: L = 14,24 m Material: oțel, fontă, alamă; turnare, forjare, matrițare, prelucrare prin așchiere | Vagon de călători - remorcă, pentru ecartament de 1000 mm. | S.C. Compania de Transport Public S.A., Arad | Cimec    |